# Chaley
Chaley is een gemeente in het Franse departement Ain (regio Auvergne-Rhône-Alpes). De gemeente telde 127 inwoners op 1 januari 2022.

## Geschiedenis
Op 4 mei 1883 werd het gehucht Charabotte ten noordoosten van Chaley overgeheveld van de gemeente Longecombe. Chaley maakte deel uit van het kanton Saint-Rambert-en-Bugey tot dit op 22 maart 2015 werd opgeheven. Chaley  werd hierop opgenomen in het kanton Hauteville-Lompnes.

## Geografie
De oppervlakte van Chaley bedroeg op 1 januari 2022 4,6 vierkante kilometer; de bevolkingsdichtheid was toen 27,6 inwoners per km².
De onderstaande kaart toont de ligging van Chaley met de belangrijkste infrastructuur en aangrenzende gemeenten.

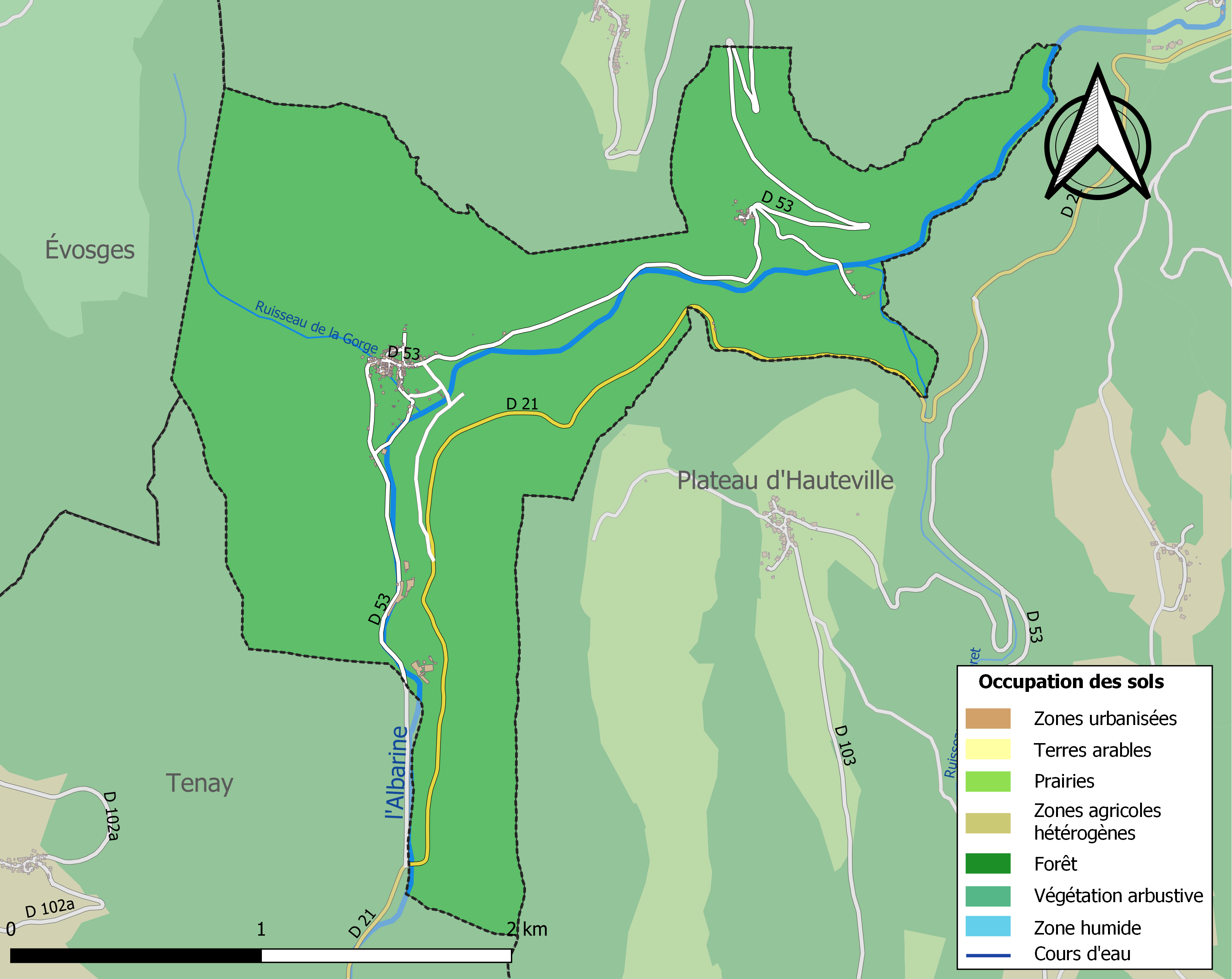

## Demografie
Onderstaande figuur toont het verloop van het inwoneraantal van Chaley vanaf 1968. De cijfers zijn afkomstig van het Frans bureau voor statistiek en bevatten geen dubbel getelde personen (volgens de gehanteerde definitie population sans doubles comptes).
Vanwege een beveiligingsprobleem met de MediaWiki Graph-software is het momenteel niet mogelijk deze grafiek weer te geven. Zodra de software is bijgewerkt zal de grafiek vanzelf weer zichtbaar worden.